# فيليب كراجينوفتش
فيليب كراجينوفتش (بالصربية: Филип Крајиновић) مواليد 27 فبراير 1992 في جمهورية صربيا الاشتراكية، جمهورية يوغوسلافيا الاشتراكية الاتحادية، هو لاعب كرة مضرب صربي بدأ مسيرته كمحترف سنة 2009 ويلعب باليد اليمنى. أعلى تصنيف له في الفردي كان المركز الـ 86 في سنة 2015.

## الخط الزمني للفردي
مفتاح
| ف | ن | ن.ن | ر.ن | د# | د.م | ل | أ.أ | ت | غ | ب | ف | ذ | م.خ | ل.ت |

(ف) فاز بالبطولة (ن) وصل النهائي (ن.ن) نصف النهائي (ر.ن) ربع النهائي (د#) الأدوار الأربعة الأولى (د.م) دور المجموعات (ل) شارك في كأس ديفيز (أ.أ) خرج من الأدوار الاولى (ت) خسر التصفيات التأهيلية (غ) غاب عن الحدث أو البطولة (ب) حصل على ميدالية برونزية (ف) حصل على ميدالية فضية (ذ) حصل على ميدالية ذهبية (م.خ) بطولة الماسترز خُفضت إلى مرتبة أقل (ل.ت) البطولة لم تعقد في السنة المعينة.
لتجنب الارتباك وازدواجية الحساب، يتم تحديث هذه المعلومات إما في نهاية البطولة، أو عندما تكون مشاركة اللاعب في البطولة قد انتهت.
| الدورة            | 2010 | 2011 | 2012 | 2013 | 2014 | 2015 | ف-خ |
| ----------------- | ---- | ---- | ---- | ---- | ---- | ---- | --- |
| أستراليا المفتوحة | غ    | غ    | غ    | غ    | ت1   | د1   | 0–1 |
| فرنسا المفتوحة    | غ    | غ    | د1   | غ    | ت3   | د1   | 0–2 |
| بطولة ويمبلدون    | ت1   | غ    | ت1   | غ    | ت2   | د1   | 0–1 |
| أمريكا المفتوحة   | ت2   | غ    | غ    | غ    | د1   | د2   | 1–2 |
| فوز-خسارة         | 0–0  | 0–0  | 0–1  | 0–0  | 0–1  | 1–4  | 1–6 |

## روابط خارجية
- فيليب كراجينوفتش على موقع رابطة محترفي التنس (الإنجليزية)
- فيليب كراجينوفتش على موقع الاتحاد الدولي لكرة المضرب (الإنجليزية)
- فيليب كراجينوفتش على موقع كأس ديفيز (الإنجليزية)
- فيليب كراجينوفتش على موقع خلاصة التنس.كوم (الإنجليزية)